# SK Iron
SK Iron är en sportklubb i Björklinge, två mil norr om Uppsala. Klubben bildades 1930 och bedriver verksamhet som fotboll, ishockey och tennis.

## Historik
Verksamheten började den 26 augusti 1930. En dansbana och en fotbollsplan anlades vid Salsta strax söder om Björklinge kyrka. Där blev man kvar under åren 1933-1943 då den nya idrottsplatsen i Björklinge invigdes.
Fotboll var huvudsporten från första början. Iron har spelat många år i div 4 och 5 och nu på senare tid i div 6. Fotbollsplanen togs i bruk 1944 efter att man bedrivet idrott i Salsta 1930-43.
Ishockeyverksamhet inleddes i mitten på 1950-talet och man gjorde en rekordartad karriär genom att gå obesegrade genom seriesystemet från div 7 ända upp till näst högsta nivån.  Man var många gånger omskriven i rikspressen för sina bedrifter eftersom man besegrade lag efter lag ofta med 10-talet mål.
Bandy är en av klubbens äldsta sporter, den startade på 1930-talet och var mycket populär innan ishockeyn kom till byn. Div 3 och div 2 har varit deras platser i seriesystemet. Från början och långt in på 50-talet var det spel på Långsjöns is innan man fick i ordning spolad landbana. Damlaget i bandy har spelat i Sveriges högsta division.
Bordtennis togs upp på programmet redan 1948 men tog verklig fart på 70-taletmed sin ungdomsverksamhet.1980 blev Håkan Nilsson svensk ungdomsmästare. A-laget har varit aktivt i div 2.
Tennis är den yngsta av klubbens sporter och startade 1976 då Svedja IF:s tennissektion införlivades i klubben. Man förfogar över två utomhusbanor.
Bågskytte blev en framgångsrik sport med start 1960. Under nästan 30 år var man dominerande i distriktet med massor av DM-segrar. På 80-talet vann man dessutom flera SM segraroch belönades med landslagsuppdrag. Tyvärr lades sporten ned 1990 på grund av ledarbrist.
Friidrott tillhörde de sporter som var med redan från början. Under 1940- och 1950-talen hann man med ett antal DM-segrar innan man lade ned 1954.
Orientering startades också på 1930-talet och var aktivt in till 1960.
Handboll startade 1957 med i första hand flicklag.1961 vann man JM och några flickor deltog i Upplands landskapslag. 1982 lades verksamheten ned.
Skidor har också förekommit i klubben och var mycket populärt på framförallt 1940-talet.

## Nutid
Ishallen i Björklinge heter Lindbergs Arena och den stod klar i slutet av 1980-talet.
A-laget i ishockey spelar sedan säsongen 2016/2017 i HockeyTvåan Östra, och man har dessutom ett damlag, ett J-18-lag samt ungdomslag i åldrarna -05, -06, -07, -08/09, -10/11 och ett flicklag (där man samarbetar med Almtuna IS).
Hockeyn i SK Iron hade sin storhetstid i början av 1960-talet. Man var obesegrade fyra säsonger i rad och klättrade från Division VI till Division II (som då var landets näst högsta serie). I Division II blev det dock bara en säsong (1962/63).  
Fotbollslag finns från åtta år och upp till senior inom både flick/dam och pojk/herr. Under 2019 spelar damlaget i div 5 och herrlaget i div 6 och 8.  
Tennissektionen förfogar över två utomhusbanor.

### Fotnoter
1. ↑  ”Idrott Online”. http://iof1.idrottonline.se/ImageVaultFiles/id_22200/cf_74/Maratontabell%20damer.pdf. Läst 25 oktober 2011.[död länk]